# Ulbroka

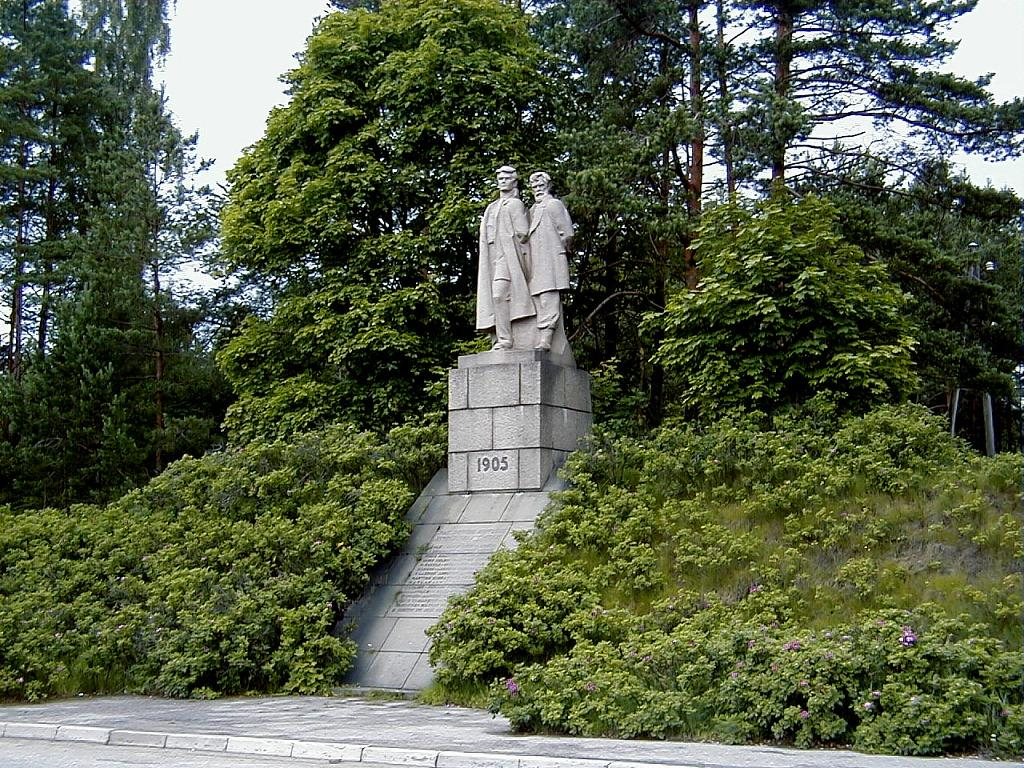
Monumento a la Revolución de 1905

Ulbroka es una localidad letona ubicada en el centro de la municipalidad de Stopini a la par que la capital.
Está localizada a 11 km al este de Riga. Se puede acceder por la autopista P4 (Riga - Ērgli) y P5 (Riga - Ogre).
De acuerdo con el censo de 2015 tenía una población de 2.788